# Eupalelius scapulatus
Eupalelius scapulatus là một loài bọ cánh cứng trong họ Cerambycidae.